# 大坝镇 (民勤县)
大坝镇，是中华人民共和国甘肃省武威市民勤县下辖的一个乡镇级行政单位。
2015年，甘肃省民政厅批复同意撤销大坝乡，设立大坝镇。

## 行政区划
大坝镇下辖以下地区：
祁润村、张五村、曹城村、城近村、六沟村、城西村、田斌村、张茂村、文一村、文二村、八一村、王谋村和勤锋农场。